# Liste von Sprengstoffanschlägen im Jahr 1971
Die Liste von Sprengstoffanschlägen im Jahr 1971 erfasst Anschläge mit Sprengladungen und anderen Spreng- und Brandvorrichtungen gegen Einrichtungen und Ansammlungen von Menschen, die im Jahr 1971 passierten. Zu den Formen zählen unter anderem Auto- und Rucksackbomben. Siehe auch Liste von Anschlägen auf Verkehrsflugzeuge.

## Liste
| Datum         | Ereignis                                         | Ort           | Staat                  | Tote | Verletzte | Anmerkung, Quellen |
| ------------- | ------------------------------------------------ | ------------- | ---------------------- | ---- | --------- | ------------------ |
| 25. Mai 1971  | Bombenanschlag auf Polizeistation                | Belfast       | Vereinigtes Königreich | 1    | 27        | [ 1 ]              |
| 21. Aug. 1971 | Anschlag mit 2 Handgranaten auf Parteikundgebung | Manila        | Philippinen            | 9    | 95        |                    |
| 20. Nov. 1971 | Sprengstoffanschlag auf China-Airlines-Flugzeug  | Penghu-Inseln | Taiwan                 | 25   | 0         | [ 2 ]              |
| 4. Dez. 1971  | Sprengstoffanschlag auf Lokal                    | Belfast       | Vereinigtes Königreich | 15   | 17        | [ 3 ]              |
| 11. Dez. 1971 | Sprengstoffanschlag auf Einrichtungsfirma        | Belfast       | Vereinigtes Königreich | 4    | 19        | [ 4 ]              |